# 재즈
재즈(jazz)는 19세기 말 ~ 20세기 초 미국 뉴올리언스 아프리카계 미국인 사회에서 유래된 음악 장르로 블루스와 래그타임에 뿌리를 둔다. 1920년대 재즈 시대부터 아프리카계 미국인과 유럽계 미국인의 음악적 토대 위에서 결합하고 연결한, 전통음악과 대중음악 사이에서 발전한 음악의 한 형태이다. 재즈는 스윙-블루 노트, 콜-응답 보컬, 폴리리듬, 즉흥 연주 등이 특징이다. 재즈는 서아프리카의 문화와 음악적 표현, 그리고 아프리카계 미국인 음악 전통을 잇는다.
재즈가 전 세계로 퍼지며 국가와 지역, 지역 음악 문화를 끌어들였고, 이로 다양한 음악 유형이 생겼다. 뉴올리언스 재즈는 1910년대 초반에 시작했고, 이전의 브라스 밴드 행진곡, 프랑스식 사중주, 이중주, 래그타임, 블루스와 함께 집단적인 즉흥 연주를 결합하였다. 1930년대에는 춤 중심의 대형 밴드 음악을 편곡하였다. 하드스윙, 블루스, 즉흥적인 스타일인 캔자스 시티 재즈와 집시 재즈(musette waltzes를 강조한 스타일)가 두드러진 스타일이었다. 비밥은 1940년대에 등장하여 재즈를 춤추기 쉬운 대중음악에서 더욱 도전적인 "뮤지션의 음악"으로 변화하였다. 이 음악은 더 빠른 템포로 연주하고, 화음 기반의 즉흥연주를 사용하였다. 쿨 재즈는 1940년대 말에 발달하여 보다 차분하고 부드러운 음향과 길고 선형적인 멜로디를 선보였다.
1950년대 중반에는 특히 색소폰과 피아노 연주에서 리듬과 블루스, 가스펠, 블루스의 영향을 도입한 하드밥이 등장하였다. 모달 재즈는 1950년대 후반 모드, 비트, 형식 구조 없이 연주하는 것을 탐구한 프리 재즈처럼 이러한 것을 기본으로 삼아 발전했다. 재즈 록 퓨전(Jazz-rock Fusion)은 1960년대 후반과 1970년대 초에 재즈 즉흥 연주와 록 음악의 리듬, 전자 악기, 고도로 증폭된 무대 사운드를 결합하여 등장했다. 1980년대 초, 스무스 재즈라고 불리는 재즈 퓨전이라는 상업적 형태가 성공하며 라디오 방송의 중요한 부분을 담당하였다. 2000년대에는 라틴 재즈와 아프로 쿠반 재즈 등 다른 스타일과 장르가 결합하여 풍부해졌다.

## 어원과 정의
재즈라는 말의 기원을 다양하게 연구하였으며, 그 흐름을 기록한 문헌들이 많다. 이 용어는 1860년까지 거슬러 올라가는 속어인 "에너지"와 관련하여 추정한다. 이 단어의 최초 기록은 1912년 로스앤젤레스 타임즈 기사에서 한 마이너리그 야구 투수가 "흔들려서 아무것도 할 수 없기 때문"이라고 말한 "재즈볼"이라고 한다.
음악적 맥락에서 사용한 곳은 1915년 시카고 데일리 트리뷴(Chicago Daily Tribune)이다. 뉴올리언스에서 음악적 맥락에서 처음으로 문서화된 사용은 1916년 11월 14일 피카윤 타임즈(Times-Picayune)의 "jas bands"에 관한 기사다. 음악가 유비 블레이크는 NPR 인터뷰에서 "브로드웨이가 그것을 알아차리자 그들은 그것을 'J-A-Z-Z'라고 불렀다. 그러나 원래 그렇게 불리지 않았다. 그것은 'J-A-S-S'라는 철자였다. 그 단어는 더러웠고, 그게 뭔지 알았다면 여자들 앞에서 말하지 않았을 것이다."라고 말했다. 미국 방언 협회는 재즈를 20세기 형성 단어로 구분했다.
재즈는 래그타임에서 록이 들어간 퓨전까지 100년이 넘는 기간에 걸친 광범위한 음악을 포괄하므로 단순히 정의하기가 어렵다. 유럽 음악사나 아프리카 음악 같은 다른 음악적 전통의 관점에서 재즈를 정의하려는 시도가 있었다. 그러나 평론가 요아힘-에른스트 베렌트는 재즈를 "유럽 음악과 흑인의 대립을 통해 미국에서 유래된 예술 음악의 형식"으로 정의하고, 재즈가 "특수한 시간과의 관계"를 가지고 있다는 점에서 유럽 음악과는 다르다고 주장하면서, 그것의 기준 조건과 정의가 더 넓어져야 한다고 주장한다. 재즈는 "즉흥적인 즉흥성과 즉흥적인 음악적 연출의 활력"을 표현하고, "연주하는 재즈 음악가의 개성을 반영하는 소수와 표현 방식"이라고 정의한다. 로버트 크리스토퍼의 의견에 따르면, "우리 대부분은 자유롭게 하면서 의미를 발명한 것이 재즈의 본질이자 약속이라고 하겠다."
다양한 재즈 시대를 아우르는 더 넓은 정의는 트라비스 잭슨의 연구이다. "스윙, 즉흥 연주, 그룹 상호 작용, 그리고 다른 음악적 가능성에 열려 있는 것과 같은 특징을 포함하는 음악이다."이라 말했고 크린 기바드는 "재즈는 하나의 구조"라고 주장했는데, 이 구조는 "일관된 전통의 일부로 이해될 만큼 공통점이 있는 많은 음악"을 지정한다고 한다. 재즈의 가장 유명한 인물 중 한 명인 듀크 엘링턴은 "모든 것은 음악이다"라고 말했다.

## 요소 및 특징

### 즉흥연주
재즈는 정의하기 어렵지만, 부분적으로는 많은 하위 장르를 포함하므로 즉흥성은 그 정의 요소 중 하나이다. 즉흥연주의 중심은 아프리카계 미국인 노예들의 노동요와 밭농사에서 행한 음악에서 생겨난 민속 음악 형태인 블루스와 같은 초기 아프리카 영향의 음악에서 발전했다. 이 노동요는 보통 반복적인 콜 앤 리액션 패턴을 중심으로 했고, 초기 블루스 또한 즉흥적이었다. 클래식 음악 연주는 재즈와 달리 장식, 반주에 대한 관심이 적으며, 화음과 박자 같은 음악 구조를 높이 평가한다. 고전음악 연주자 목표는 악보를 충실하게 연주하는 것이다. 이와는 대조적으로, 재즈는 즉흥적인 상호작용과 협동이 특징이다.
초창기 뉴올리언스 재즈에서는 연주자들이 돌아가면서 멜로디를 연주하고 즉흥적으로 연주를 했다. 1920-40년대 스윙 시대에, 큰 밴드들은 귀로 듣거나 외우는 편곡에 더 의존했다. 독주자들은 이 배치 안에서 즉흥적으로 움직였다. 1940년대 비밥 시대에, 큰 밴드들은 편곡에 여유를 내주었는데, 이 편곡은 처음에 멜로디가 짧게 명기되고 대부분의 곡이 즉흥적으로 연주되었다. 모달 재즈는 음악가들이 훨씬 더 즉흥적으로 연주할 수 있도록 하기 위해 코드 진행을 포기했다. 여러 형태의 재즈에서 솔리스트는 하나 이상의 현악기(피아노, 기타), 더블베이스, 드럼의 리듬 섹션에 의해 지지된다. 리듬 섹션은 구성 구조를 개략적으로 설명하고 독주자를 보완하는 화음과 리듬을 연주한다. 아방가르드 재즈와 프리 재즈에서는 독주가와 밴드의 분리가 줄어들었다.

### 전통과 민족
비밥이 등장한 이후 상업적 지향적이거나 대중음악의 영향을 받는 재즈 형태가 비판을 받아왔다. 브루스 존슨에 따르면, 항상 "상업적인 음악으로서의 재즈와 예술의 형태 사이의 긴장감"이 존재해 왔다. 전통적인 재즈 애호가들은 비밥, 자유 재즈, 재즈 퓨전 등을 타락과 배신의 한 형태로 치부했다. 다른 관점은 재즈가 다양한 음악 스타일을 흡수하고 변형시킬 수 있다는 것이다. 표준의 창조를 피함으로써 재즈는 아방가르드 스타일을 등장시킬 수 있게 한다.
재즈는 문화와 역사에 대한 아프리카계 미국인의 기여에 관심을 끌었다. 다른 사람들에게, 재즈는 "압박적이고 인종차별적인 사회와 그들의 예술적 비전에 대한 제한"을 상기시킨다. 아미리 바라카는 화이트 재즈 장르가 있다고 주장한다. 1910년대 뉴올리언스에서 릴라이언스 밴드를 운영했던 파파 잭 레인은 "화이트 재즈의 아버지"라고 불렸다. 멤버가 백인인 오리지널 딕시랜드 재즈 밴드는 최초로 레코딩한 재즈 그룹이었고, 빅스 비더벡은 1920년대 대표적인 재즈 솔로 연주자 중 한 명이었다. 시카고 스타일은 에디 콘돈, 버드 프리먼, 지미 맥파트랜드, 데이브 터프 등 백인 뮤지션들이 개발했다. 베니 굿맨과 진 크루파와 같은 시카고 출신의 다른 사람들은 1930년대에 스윙의 선두 멤버가 되었다. 이 시기에 많은 밴드들이 흑인 음악가와 백인 음악가들을 포함했다. 이 음악가들은 미국에서 인종에 대한 태도를 바꾸는 것을 도왔다.

### 여성의 역할
여성 재즈 연주자들과 작곡가들은 그 역사를 통해 재즈의 공헌을 해왔다. 베티 카터, 엘라 피츠제럴드, 애들레이드 홀리데이, 빌리 홀리데이, 애비 링컨, 아니타 오데이, 디나 워싱턴, 에델 워터스는 보컬 재능을 인정받았지만, 피아니스트 릴 하딘 암스트롱, 트럼펫 주자 발라이다 스노우, 송라이터 아이린 같은 밴드 리더, 작곡가, 기악가 등은 덜 익숙했다. 여성들은 1920년대 초에 재즈를 통해 악기를 연주하기 시작했고, 피아노에서 특별한 인정을 받았다.
제2차 세계대전 당시 남성 재즈 뮤지션들이 징집되자 여성 밴드가 대거 이들을 대체했다. 1937년 창단한 'The International Sweethearts of Rhythm'은 1945년 유럽을 순회하며 미국 최초의 여성 밴드가 되었고, USO와 함께 여행한 최초의 인기 밴드였다. 1950년대부터, 많은 여성 재즈 악기 연주자들이 눈에 띄었고, 일부는 오랜 경력을 유지했다. 재즈에서 가장 두드러진 즉흥 연주자, 작곡가, 밴드 리더 중 일부는 여성이었다.

## 기원 및 초기 역사
재즈는 19세기 후반에서 20세기 초반에 아프리카와 노예 민요와 서아프리카 문화의 영향을 결합한 미국과 유럽의 클래식 음악의 해석으로 시작되었다. 각 연주자의 개인적인 해석과 즉흥연주 등으로 수년간 구성과 스타일이 여러 번 바뀌었는데, 이 역시 장르의 가장 큰 매력 중 하나이다.

### 아프리카와 유럽의 혼합 음악
18세기에 이르러 뉴올리언스 지역의 노예들은 거래로 인하여 시장에 모여들었는데, 이 시장은 후에 아프리카 춤으로 유명한 콩고 광장으로 알려지게 되었다.
1866년까지, 대서양 노예 무역은 거의 40만 명의 아프리카인들을 북아메리카로 데려왔다. 노예들은 주로 서아프리카와 더 큰 콩고 강 유역에서 왔고 강한 음악적 전통을 가지고 왔다. 아프리카의 전통은 주로 단선 멜로디와 콜 앤드 리액션 패턴을 사용하며, 리듬은 독특한 구조를 가지고 있으며 아프리카 언어 패턴을 반영한다.
1885년 한 기사에 따르면 그들은 똑같이 여러 종류의 '도구'에서 이상한 음악을 만들고 있었다고 한다. 즉, 세탁기, 욕조, 막대기나 뼈로 두들겨 맞은 상자, 그리고 밀가루 막대기에 피부를 올려서 만든 드럼 등을 만들어 냈다.
일요일에는 뉴올리언스의 콩고 광장에서 1843년까지 아프리카를 기반으로 한 북에 댄스를 곁들인 호화로운 축제가 열렸다. 미국 남부 다른 곳에는 다른 음악과 춤 모임에 대한 역사적인 이야기가 있다. 로버트 팔머는 노예음악에 대해 다음과 같이 말했다. 보통 그러한 음악은 매년 열리는 축제와 연관되었는데, 그 때는 한 해의 농작물을 수확하고 몇 날을 기념하기 위해 따로 두었다. 1861년에 노스캐롤라이나의 한 여행자는 뿔 달린 머리장식과 소꼬리가 포함된 의상을 입은 댄서들을 보았고 음악을 들었다. 이러한 음악은 삼각형과 턱뼈를 사용하여 보조 타악기를 제공했다. 남동부 주와 루이지애나 주로부터 1820–1850년 사이의 기록이 꽤 있다. 초기의 미시시피 델타 정착민들 중 몇 명은 뉴올리언스 근처에서 왔는데, 그곳에서는 남북전쟁이 발발할 때까지 북소리는 집에서 만든 드럼통이 대중무용에 동행하는 데 사용되었다.
흑인 노예들이 배워 자신들의 음악에 영적으로 접목시킨 교회의 찬송가 또한 재즈 양식에서 또 다른 영향을 주었다. 게르하르트 쿠빅이 지적하듯이, 영적인 사람들은 블루스, 초기 재즈는 "사랑"의 개념에 주로 기반을 두고 있었다.
19세기 초 동안 점점 더 많은 수의 흑인 음악가들이 유럽 악기, 특히 바이올린을 배우는데, 그들은 자신들의 댄스에서 유럽의 댄스 음악을 패러디하곤 했다. 이어서, 유럽계 미국인 음악가들이 싱코페이션과 유럽계 반주를 결합하여 국제적으로 대중화되었다. 1800년대 중반에 백인 뉴올리언스 작곡가 루이 모로 고트샬크는 쿠바와 다른 카리브해 섬에서 나오는 흑인 리듬과 멜로디를 피아노 음악으로 각색했다. 뉴올리언스는 아프로-캐리비안과 아프리카계 미국 문화 사이의 주요 연결고리였다.

### 아프리카 리듬의 유지
노예들에 의한 드럼을 금지시켰는데, 이는 쿠바, 아이티, 카리브해의 다른 곳과 달리 북아메리카에서는 아프리카 드럼의 전통이 지켜지지 않는다는 것을 의미한다. 아프리카에 기반을 둔 리듬 패턴은 쿵쾅거리고, 박수를 치고, 주바춤을 두들기는 등의 '신체 리듬'을 통해 미국에 상당 부분 유지되었다.
남북전쟁 이후(1865년 이후) 흑인은 군용 베이스 드럼, 스네어 드럼 등을 얻을 수 있었고 리듬을 특징으로 하는 흑인 최초의 드럼과 음악이 등장했다. 이것은 카리브해와는 구별되는 드럼 연주 전통으로, 아프리카계 미국인 특유의 감성을 표현했다. 작가 로버트 팔머는 " 스네어와 베이스 드러머들이 싱코페이션된 리듬을 연주했다"고 추측했다.

### 쿠바의 영향
아프리카계 미국 음악은 19세기 하바네라(habanera)가 국제적인 인기를 얻으면서 아프로-쿠반 리듬 모티브를 접목하기 시작했다. 하바나와 뉴올리언스의 음악가들은 두 도시 사이를 매일 두 번 왕복하는 나룻배를 타고 공연을 하였고, 하바네라는 음악적으로 비옥한 이 도시에 재빨리 뿌리를 내렸다. 존 스톰 로버츠는 음악 장르인 하바네라가 "첫 래그타임이 나오기 20년 전에 미국을 리메이크했다"고 말한다. 래그타임, 재즈가 형성되고 발전하고 있던 25년 이상 동안, 하바네라는 아프리카계 미국 대중음악의 일관된 부분이었다.

### 래그타임
1865년 노예제 폐지는 해방된 아프리카계 미국인들의 교육에 새로운 기회를 가져다 주었다. 비록 엄격한 분리가 대부분의 흑인들의 취업 기회를 제한했지만, 많은 흑인들은 연예계에서 일자리를 찾을 수 있었다. 흑인 음악가들은 춤, 음악쇼, 그리고 술집에서 여흥을 제공할 수 있었고, 그 기간 동안 많은 밴드가 형성되었다. 흑인 피아니스트들은 래그타임이 발달하면서 술집, 클럽, 사창가에서 연주를 했다.
래그타임은 1895년에 어니스트 호건과 같은 흑인 음악가들에 의해 대중화된 악보로 등장했다. 2년 후, 베스 오스만은 이 노래들의 메들리를 "Rag Time Medley"로 알려진 밴조 솔로곡으로 녹음했다. 또한 1897년 백인 작곡가 윌리엄 크렐이 "Mississippi Rag"를 첫 번째 작곡 피아노 래그타임 곡으로 발표했고, 톰 터핀은 흑인 미국인이 최초로 발표한 래그인 "Harlem Rag"를 발표했다.

### 블루스
블루스는 1860년대 미국 딥사우스에서 아프리카 음악 전통, 아프리카계 미국인의 작업 노래, 영적인 것에 뿌리를 둔 흑인들에 의해 유래된 음악 장르와 음악 형식이다. 블루스는 영적인 노래, 작업용 노래, 운율의 단순한 서사 발라드를 통합했다. 재즈, 리듬과 블루스, 로큰롤 등에서 어디서나 볼 수 있는 블루스 형태는  call-and-response 패턴, 블루스 스케일, 특정 화음 진행 등이 특징이며, 이 중 12바 블루스가 가장 흔하다. 3도, 5도, 7도의 코드를 사용하는 것도 필수적인 부분이다. 블루스 셔플이나 워킹 베이스는 무아지경 같은 리듬을 강화시키고 그루브라고 알려진 반복적인 효과를 형성한다.

### 아프리카 기원
블루스는 음악적 형식과 음악 장르에 모두 붙여진 이름이다. 19세기 말 주로 미국 딥 사우스(Deep South)의 아프리카계 미국 사회에서 그들의 영적, 작업용 노래, 그리고 단순한 서사 발라드의 리듬에서 유래되었다. 아프리카에서 펜타토닉 음계를 사용한 것은 블루스와 재즈의 블루 노트 개발에 기여했다.

### W. C. Handy: 초기의 블루스
W. C. 핸디는 미시시피 삼각주를 여행하는 동안 깊은 남부의 포크 블루스에 관심을 갖게 되었다. 이 포크 블루스 형태에서 가수는 한정된 멜로디 범위 내에서 자유자재로 즉흥연주를 하곤 했는데, 기타 반주는 마치 반응하는 작은 드럼처럼 쿵쿵 울리기보다는 뺨을 맞고, 또 하나의 "음성"으로 기능했다. 핸디와 그의 밴드 멤버들은 블루스와 함께 자라지 않은 아프리카계 미국인 음악가들을 정식으로 훈련시켰지만, 그는 블루스를 더 큰 밴드 악기 형식에 적응시켜 대중음악 형식으로 배열할 수 있었다.
1912년 그의 "Memphis Blues" 악보가 출판되면서 12바 블루스를 세계에 소개하였다. 그의 후기 "St. Louis Blues" 등 이 작곡은 하바네라 리듬을 포함하고 재즈의 표준이 되었다. 핸디의 음악 경력은 재즈 전 시대에 시작되어 최초의 재즈 시트 음악의 일부 출판을 통해 재즈의 코드화에 기여하였다.

### 뉴올리언스
뉴올리언스의 음악은 초기 재즈의 창조에 심오한 영향을 미쳤다. 뉴올리언스에서 노예들은 부두와 드럼 연주와 같은 그들 문화의 요소들을 연주할 수 있었다. 많은 초기 재즈 뮤지션들이 스토리빌(Storyville)이라고 불리는 길거리 주변의 붉은 빛 구역의 술집과 사창가에서 연주를 했다. 댄스 밴드 외에도 화려한 장례식에서 연주하는 행진 밴드가 있었다. 행진 밴드와 댄스 밴드가 사용하는 악기는 재즈의 악기가 되었다. 유럽 12음계의 음계로 조율된 작은 악단에는 독학한 음악가들과 정식으로 교육을 받은 음악가들이 섞여 있었는데, 장례 행렬에서 온 음악가들이 많았다. 이 악단들은 남쪽 깊은 곳의 흑인 공동체를 여행했다. 1914년부터, 크리올과 아프리카계 미국인 음악가들은 미국 북부와 서부의 도시들에서 재즈 연주를 했다.
뉴올리언스에서는 파파 잭 레인이라는 백인 밴드 리더가 흑인들과 백인들을 그의 밴드에 통합시켰다. 조지 브루니스, 샤키 보나노 등의 그가 고용한 탑 음악가들이 많아 '화이트 재즈의 아버지'로 통했다. 1900년대 초에는 인종 차별 법으로 인해 재즈가 아프리카계 미국인과 뮬라토 공동체에서 주로 공연되었다. 스토리빌은 항구도시 뉴올리언스를 찾은 관광객들을 통해 재즈를 더 많은 관객들에게 선사했다. 아프리카계 미국인 사회의 많은 재즈 음악가들이 술집과 사창가에서 공연하기 위해 고용되었다. 여기에는 로렌초 티오, 알시데 누네즈 등 다른 커뮤니티 출신 외에도 버디 볼든, 젤리 롤 모턴 등이 포함됐다. 루이 암스트롱은 스토리빌에서 경력을 시작하여 시카고에서 성공을 거두었다. 스토리빌은 1917년 미국 정부에 의해 폐쇄되었다.

### 싱코페이션
코네티스트 버디 볼든은 1895년부터 1906년까지 뉴올리언스에서 뛰었지만 현재 그의 녹음된 음원은 존재하지 않는다. 그의 밴드는 표준 박자 행진에서 벗어난 최초의 싱코페이션 베이스 드럼 패턴을 만든 공로를 인정받고 있다.
모튼은 래그타임으로 알려진 초기 재즈 형태에서 재즈 피아노로 진화하는 데 결정적인 혁신가였고, 두 가지 스타일로 곡을 연주할 수 있었다. 1938년, 모튼은 Library of Congress을 위해 일련의 레코딩을 만들었고, 그는 두 스타일의 차이를 보여주었다. 그러나 모튼의 솔로들은 여전히 래그타임에 가까웠고, 후기 재즈에서처럼 화음 변화에 대한 즉흥적인 연주일 뿐 아니라 블루스를 사용하는 것에서도 중요성이 있었다.

### 20세기 초의 스윙
모튼은 래그타임의 경직된 리듬감을 풀어, 그 장식을 줄이고 스윙감을 채용했다. 스윙은 재즈에 사용되는 아프리카 기반의 리듬 기법 중 가장 중요하고 오래 지속되는 것이다. 루이 암스트롱의 스윙에 대한 정의를 인용하면 다음과 같다: "느낌이 느껴지지 않으면, 당신은 그것을 결코 알 수 없을 것이다." 새 하버드 음악사전은 스윙은 다음과 같이 말한다: "재즈의 무형의 리듬 모멘텀...스윙은 분석을 거부한다. 스윙의 존재에 대한 주장은 논쟁을 불러일으킬 수 있다." 이러한 스윙의 양상은 아프로 캐리비안 음악보다 아프리카계 미국인 음악에서 훨씬 더 널리 퍼져 있다. 좀 더 리듬감 있게 복잡한 흑인 음악에서 들리는 것은 스윙의 한 측면이다.
뉴올리언스 밴드는 흑인 아이들이 가난에서 벗어날 수 있도록 도와주면서 도시의 뚜렷한 사운드와 함께 플레이어를 프로 재즈의 세계에 기부한다. 뉴올리언스의 카멜리아 브라스 밴드의 리더인 D'잘마 가니에는 루이 암스트롱에게 트럼펫 연주법을 가르쳤다. 암스트롱은 뉴올리언스 스타일의 트럼펫 연주법을 대중화한 다음 그것을 확장시켰다. 젤리 롤 모튼과 마찬가지로 암스트롱도 휘둘러진 음을 유리하게 래그타임의 뻣뻣함을 버렸다는 공로를 인정받고 있다. 암스트롱은 아마도 다른 어떤 음악가보다도 재즈에서 스윙의 리듬 기법을 성대하게 구사하고 재즈 솔로의 의미를 넓혔다.

### 기타 지역
미국 북동부 지역에서는 래그타임 연주에 대한 '핫'한 스타일이 발달했는데, 특히 1912년 카네기 홀에서 자선 콘서트를 열었던 뉴욕시의 제임스 리스 유럽 교향곡 클레프 클럽 오케스트라가 눈에 띄었다. 볼티모어의 유비 블레이크 래그타임 스타일은 제임스에 영향을 미쳤다.
오하이오와 그 외 중서부의 다른 곳에서는 1919년까지 주요 영향이 래그타임이었다. 4현 밴조와 색소폰이 들어온 1912년 무렵, 음악가들은 멜로디 라인을 즉흥적으로 연주하기 시작했지만, 하모니와 리듬은 변하지 않았다. 현대의 한 평론가는 블루스란 일반적으로 흑인 중산층들에 의해 경시되었던 gut-bucket cabarets의 재즈에서만 들을 수 있었다고 말한다.

## 재즈 시대
1920년부터 1933년까지 미국의 금주법은 주류 판매를 금지했고, 그 결과 불법 장소가 생겨나 "재즈 시대"의 활기찬 장소가 되었고, 대중음악, 댄스곡, 참신한 노래, 쇼곡 등을 주최하였다. 이로 인해 재즈는 부도덕하다는 평판을 얻기 시작했고, 기성세대의 많은 구성원들은 이를 명랑한 20년대의 퇴폐적인 가치를 선전함으로써 구문화적 가치에 대한 위협으로 보았다. 프린스턴 대학의 헨리 반 다이크는 이렇게 썼다. "...이건 전혀 음악이 아니다. 그것은 단지 청각 신경의 짜증이요, 육체적 정열의 끈을 관능적으로 놀리는 것일 뿐이오."라 말했으며, 또한 뉴욕타임스는 시베리아 마을 사람들이 곰을 겁탈하기 위해 재즈를 사용했지만 마을 사람들은 냄비와 팬을 사용했다고 보도했다. 또 다른 이야기는 유명한 지휘자의 치명적인 심장마비가 재즈에 의해 발생했다고 주장했다.
1919년 키드 오리의 뉴올리언스 출신의 음악가들로 구성된 재즈 밴드가 샌프란시스코와 로스앤젤레스에서 연주하기 시작했고, 1922년 그들은 뉴올리언스의 최초의 흑인 재즈 밴드가 되어 음반을 만들었다. 시카고는 "핫 재즈"를 개발하고 있었고, 올리버 킹은 빌 존슨과 합류했다. 빅스 비더벡은 1924년에 Wolverines을 결성했다.
남부의 흑인 출신 장르임에도 불구하고, 백인을 위한 오케스트라가 연주하는 재즈 댄스 음악의 큰 시장이 있었다. 1918년, 폴 화이트맨과 그의 오케스트라는 샌프란시스코에서 히트를 쳤다. 빅터와 계약을 맺고 1920년대의 최고 밴드 리더가 되어 핫재즈를 했으며 빅스 비데베케, 지미 도시, 토미 도시, 프랭키 트럼바워, 조 베누티 등의 백인 뮤지션들을 고용하였다. 1924년 화이트맨은 조지 거슈윈의 Rhapsody in Blue를 의뢰했는데, 이 작품은 그의 오케스트라에 의해 초연되며 재즈는 주목할 만한 음악적 형태로 인식되기 시작했다. 올린 다우네스는 뉴욕타임스(NYT)에서 "이번 작곡은 자신의 목표를 훨씬 뛰어넘는 목표를 가진 젊은 작곡가가 마스터와는 거리가 먼 형식에 고군분투하는 모습을 보여주고 있어 비범한 재능을 보여주고 있다"고 썼다. 이 모든 것에도 불구하고, 그는 의미심장하고 전체적으로 매우 독창적인 형태로 자신을 표현해 왔다. 그의 첫 번째 주제는 단순한 댄스 선율이 아니다. 그것은 즉, 듣는 이의 흥미를 즉각적으로 자극하는 다양하고 대조적인 리듬에 상관되고 결합되는 하나의 아이디어 또는 여러 개의 아이디어다.
화이트맨의 밴드가 유럽 순회공연을 성공적으로 마친 후 프레드 와링, 장 골드케트, 나타니엘 실크렛 등 다른 백인들과 함께 극장 안의 거대한 핫재즈 오케스트라가 인기를 끌었다. Mario Dunkel에 따르면, 화이트맨의 성공은 그가 이전에 유행했던 흑인 음악을 상승시키고 가치 있게 백인화함에 바탕을 두고 있었다. 화이트맨의 성공은 하인스(1928년 시카고의 그랜드 테라스 카페에서 시작), 듀크 엘링턴(1927년 할렘의 코튼 클럽에서 시작), 리오넬 햄튼, 플레처 헨더슨, 클로드 홉킨스, 돈 레드먼 등 흑인들의 재즈를 발전시키는 계기가 됐다.
1924년 루이 암스트롱은 플레처 헨더슨 댄스 밴드에 1년 동안 참여했는데, 이 밴드는 솔로 연주가 특징적이었다. 뉴올리언스의 스타일은 테마 변주곡과 동시에 집단 즉흥적인 것이 특징이다. 암스트롱은 전통적인 스타일의 달인이었지만 헨더슨의 밴드에 합류할 무렵에는 이미 편곡과 독주에 중점을 두면서 재즈라는 새로운 국면에서의 시작하였다. 암스트롱의 솔로곡들은 주제를 훨씬 뛰어넘어 멜로디보다는 화음적으로 연주했다. 슐러에 따르면, 그에 비해 암스트롱의 밴드 동료들(젊은 콜먼 호킨스 포함)의 솔로곡은 조용한 리듬과 불분명한 음이 들렸다고 한다. 마이어와 아서 존스턴은 암스트롱의 단독 즉흥연주(1924년 녹음)와 비교되었다..암스트롱의 솔로는 재즈를 진정한 20세기 언어로 만드는 데 중요한 요소였다. 헨더슨의 그룹을 떠난 후, 암스트롱은 그의 Hot Five 밴드를 결성했고, 그곳에서 그는 스캣송을 대중화했다.

### 1920년대와 1930년대 스윙
1930년대는 인기 있는 스윙 빅 밴드에 속했고, 이 밴드의 리더만큼 유명해진 몇몇 거장들이 있었다. "빅" 재즈 밴드를 개발하는 주요 인물들은 베이시, 캡 캘러웨이, 지미와 토미 도시, 듀크 엘링턴, 베니 굿맨, 플레처 헨더슨, 얼 하인즈, 해리 제임스, 짐미 룬스포드, 글렌 밀러, 아티 쇼 등이 있다. 스윙은 개인 음악가들에게 때때로 복잡한 "중요한" 음악이 될 수 있는 멜로디, 즉흥적인 멜로디를 "솔로"하고 즉흥적으로 연주할 수 있는 기회를 제공했다.
시간이 흐르면서 인종 차별에 관한 사회적 규제가 미국에서 완화되기 시작했다. 백인 밴드 리더들은 흑인 음악가들과 흑인 밴드 리더들을 영입하기 시작했다. 1930년대 중반 베니 굿맨은 피아니스트 테디 윌슨, 비브라폰 연주자 라이오넬 햄튼, 기타리스트 찰리 크리스찬을 고용해 소그룹에 합류시켰다. 1930년대에 테너 색소폰 연주자 레스터 영에 의해 대표되는 캔자스 시티 재즈는 1940년대의 큰 밴드로부터 비밥의 영향력으로의 전환을 알렸다. 1940년대 초 "블루스 점핑" 또는 "점프 블루스"로 알려진 스타일은 1930년대부터 부기우기에 끌리는 작은 콤보, 업템포 음악, 블루스 코드 진행 방식을 사용했다.

### 듀크 엘링턴의 영향
스윙이 인기의 정점에 도달하고 있는 동안, 듀크 엘링턴은 1920년대 말과 1930년대를 그의 오케스트라를 위한 혁신적인 음악을 개발하는데 보냈다. 스윙의 관습을 버리고, 그는 관현악 소리, 하모니, 음악적 형식을 실험하여 대중적인 청중들에게 여전히 복잡한 작곡을 했다. 그의 곡들 중 일부는 히트가 되었고, 그의 인기는 미국에서 유럽까지 퍼져나갔다.
엘링턴은 자신의 음악을 재즈보다는 아메리칸 뮤직(American Music)이라고 불렀고, 그를 감동시킨 사람들을 "범주를 초월한다"고 묘사하는 것을 좋아했다. 여기에는 그의 오케스트라 출신의 많은 음악가들이 포함되었는데, 그들 중 일부는 재즈에서 가장 뛰어난 음악가들 중 한 명으로 간주되지만, 그들을 재즈 역사상 가장 인기 있는 재즈 오케스트라 중 하나로 융합시킨 것은 엘링턴이었다. 그는 조니 호지스를 위한 "Jeep's Blue", 쿠티 윌리엄스를 위한 "Concerto for Cootie" 등 이러한 개인들의 스타일과 기술을 위해 작곡을 자주 했다. 빅밴드 재즈에 'Spanish Tinge'를 불러온 후안 티졸의 'Caravan' 'Perdido' 등의 재즈곡도 녹음했다. 오케스트라의 몇 명의 단원들은 수십 년 동안 그와 함께 있었다. 이 밴드는 1940년대 초, 엘링턴과 그의 작곡가와 편곡가들로 구성된 소규모 그룹이 엄청난 창의력을 발휘하는 독특한 목소리를 가진 오케스트라를 위해 작곡을 했을 때, 창작의 정점에 도달했다.

### 유럽 재즈의 시작
유럽에서는 미국 재즈 레코드가 제한적으로만 발매되면서 유럽 재즈는 제1차 세계대전 중이나 이후 유럽을 방문한 제임스 리스 유럽, 폴 화이트먼, 로니 존슨 등 미국 아티스트들에게 그 뿌리를 두고 있다. 재즈에 대한 유럽 관객들의 관심뿐만 아니라, 이 시기에 유럽의 경제적, 정치적 어려움에 수반되는 미국적인 것에 대한 관심을 불러일으킨 것은 그들의 라이브 공연이었다. 이 전쟁 사이에 뚜렷한 유럽 스타일의 재즈의 시작이 나타나기 시작했다.
영국 재즈는 1919년 오리지널 딕시랜드 재즈 밴드의 투어로 시작되었다. 1926년에 프레드 엘리잘드와 그의 캠브리지 학부생들이 BBC에서 방송하기 시작했다. 그 후 재즈는 많은 주요 댄스 오케스트라에서 중요한 요소가 되었고, 재즈 악기 연주자들이 많아졌다.
이 스타일은 1934년에 시작된  Quintette du Hot Club de France와 함께 프랑스에서 본격적으로 시작되었다. 이 프랑스 재즈의 대부분은 아프리카계 미국인 재즈와 프랑스 음악가들이 잘 훈련된 재즈 스타일의 조합이었다. 이 속에서 폴 화이트맨은 그의 스타일 또한 두 사람의 융합이었기 때문에 그 영감을 쉽게 볼 수 있다. 벨기에 기타리스트 장고 라인하르트는 1930년대 아메리칸 스윙, 집시 재즈를 대중화시켰으며, 주요 악기는 스틸 현악기타, 바이올린, 더블 베이스였다. 솔로는 기타와 베이스가 리듬 구간을 형성하면서 한 연주자에서 다른 연주자로 통한다. 일부 평론가들은 에디 랭과 조 베누티가 이 장르의 기타 비올린 파트너십 특성을 개척했다고 믿는다.

## 전후 재즈
제2차 세계대전의 발발은 재즈의 전환점이 되었다. 이전 10년 동안의 스윙 시대의 재즈는 다른 대중음악이 국가의 문화를 대표하는 것으로서 도전해 왔으며, 1940년대 초까지 빅 밴드가 스타일에 성공하는 최정점에 도달했고, 스윙 연기와 빅 밴드가 미군과 함께 유럽으로 투어를 갔으며, 그곳에서도 인기를 얻게 되었다. 그러나, 미국 정부는 빅밴드 형식에 어려움을 겪었다. 징병제도는 음악가 수를 줄이고, 군대는 쉘락(보통 축음기 레코드를 누르는 데 사용됨)을 필요로 하고, 음반 제작을 제한했으며, 자원의 부족은(전쟁으로) 밴드들이 여행을 통해 순회 공연을 하는 것을 방해했다.
전쟁 때문에 경험이 풍부한 음악가를 빼앗긴 많은 대형 밴드들은 색소폰 연주자 스탠 게츠가 10대 시절 밴드에 입성한 사례처럼 징병 연령 아래의 젊은 연주가들을 영입하기 시작했다. 이것은 딕시랜드식 프리윙 재즈의 전국적인 부활과 동시에 클라리넷 연주자 조지 루이스, 코네티스트 빌 데이비슨, 트롬본 연주자 투르크 머피와 같은 연주자들은 보수적인 재즈 비평가들로부터 빅 밴드보다 더 진정성 있는 것으로 환영받았다. 이러한 것의 주요 인물들은 주로 뉴욕에 기반을 두고 있었으며 피아니스트 테로니우스 몽크와 버드 파월, 드러머 막스 로치와 케니 클라크, 색소폰 연주자 찰리 파커, 트럼펫 주자 디지 길레스피 등이 포함되어 있었다. 이러한 음악적 발전은 비밥으로 알려지게 되었다.
비밥과 그 이후의 재즈 개발은 이전 재즈보다 더 복잡한 패턴과 더 빠른 템포에서 연주되는 더 넓은 음을 특징으로 했다. 클라이브 제임스에 따르면, 비밥은 "재즈가 더 이상 자발적인 기쁨의 소리가 되지 않도록 하기 위해 노력한 전후의 음악적 발전이었다... 미국의 학생들은 일반적으로 전후 재즈의 주창자들이 자신들을 길들인 연예인들보다는 도전적인 예술가로서 내세우기로 결정했다는 데 동의한다." 전쟁의 종말은 "미국에서 재즈 음악의 인기가 하락하기 시작한 시작"과 함께 "그것의 부활"을 의미한다고 미국 학자인 마이클 H. 버쳇은 밝혔다.
비밥의 부상과 전후의 스윙 시대가 끝나면서 재즈는 대중음악으로서의 방향을 잃었다. 유명한 빅 밴드의 보컬리스트들은 팝 가수로서 마케팅을 하고 공연을 하기 시작했다. 이들은 프랭크 시나트라, 페기 리, 딕 헤임스, 그리고 도리스 데이를 포함했다. 암스트롱이나 엘링턴과 같이 여전히 전쟁 전의 재즈를 연주하고 있는 나이든 뮤지션들은 점차 주변으로 간주되었다. 비밥의 복잡성 증가에 기가 죽었던 가수 빅 조 터너와 색소폰 연주자 루이스 조던과 같은 다른 젊은 연주자들은 리듬과 블루스, 점프 블루스, 그리고 결국 로큰롤의 수익성 있는 노력을 추구했다. 길레스피를 포함한 몇몇 사람들은 비밥 뮤지션들이 좀 더 접근하기 쉽게 하기 위해 복잡하지만 춤출 수 있는 곡들을 작곡했지만 부족했다.. 버쳇은 "전후 재즈의 새로운 방향은 풍부한 비평가들의 호평을 이끌어냈지만 주류 관객들이 대부분 접할 수 없는 학문적 장르로 명성을 발전시키면서 꾸준한 인기 하락세를 보였다"고 말했다. "재즈를 대중적인 관객과 더욱 관련되게 만들려는 탐구는 예술적 온전성을 유지하면서, 전후 재즈 역사에서 지속적이고 널리 퍼져 있는 주제다." 폴 트린카에 따르면, 전후 몇 년 동안 이 장면이 바뀌었다.

### 비밥
1940년대 초, 비밥 스타일의 연주자들은 재즈를 춤출 수 있는 대중음악에서 보다 도전적인 "뮤지션의 음악"으로 바꾸기 시작했다. 가장 영향력 있는 비밥 뮤지션으로는 색소폰 연주자 찰리 파커, 피아니스트 버드 파월과 테로니우스 몽크, 트럼펫 연주자 디지 길레스피와 클리포드 브라운, 드러머 맥스 로치가 있었다. 댄스 음악에서 분리되면서 비밥은 예술적인 형태로 자리 잡았고, 이로 인해 더욱 대중적이고 상업적인 매력이 줄어들었다. 작곡가 군터 슐러는 이렇게 썼다: "1943년에 나는 버드와 다른 위대한 음악가들이 있는 위대한 얼 하인즈 밴드를 들었다. 2년 후 나는 그것이 '밥'이고 모던 재즈의 시작이라고 알게 되었지만, 밴드는 결코 음반을 내지 않았다." 디지 길레스피는 "사람들은 하인스 밴드가 '밥의 시초'라고 말하고 그 음악의 주요 음악가들은 결국 하인스 밴드에 포함된다"고 썼다.
비밥은 춤을 추는 것이 아니라 듣는 것이었기 때문에, 더 빠른 템포를 사용할 수 있었다. 북소리는 좀 더 알기 어렵고 폭발적인 스타일로 바뀌었는데, 그 스타일에서는 스네어와 베이스 드럼이 그루브를 지키는데 이용되었다. 비밥 뮤지션들은 이전에 재즈에서 전형적이지 않았던 여러 개의 장치를 사용했는데, 이는 보다 추상화된 형태의 화음 기반 즉흥 연주에 관여했다. 새로운 형태의 불협화음이 재즈에 도입되었고, 비밥의 화음 진행은 흔히 인기 있는 스윙 시대의 곡조에서 직접 취하여 새롭고 더 복잡한 멜로디와/또는 더 복잡한 조화를 이루며 재사용되었다. 후기 밥은 또한 팝과 쇼곡으로부터의 일탈을 나타내는 확장된 형태를 향해 나아갔다.
비밥에서의 발전은 종종 찰리 파커가 1942년 초 뉴욕 클라크 먼로의 업타운 하우스에서 "Cherokee"를 공연한 순간으로 거슬러 올라간다. 게르하르트 쿠빅은 비밥에서의 발전이 20세기 서양 고전음악이 아닌 블루스와 아프리카와 관련된 톤의 감성에서 비롯되었다고 가정한다. 파커의 생애에서 재즈는 아프리카의 유산이었으며, 서양의 이음계 화음 범주와 대립하는 건전한 세계인 블루스 시스템의 경험으로 재확인되었다. 비밥 뮤지션들은 다양한 아프리카 음악을 그리기 위한 기초로서 블루스의 강한 중심 톤을 유지하면서 그들의 음악에서 서구식 조화를 제거했다.
새뮤얼 플로이드는 블루스가 비밥의 기반이자 추진력 둘 다였다고 말하는데, 이는 전례 없는 조화로운 다양성과 멜로디적 다양성을 이끌어낸 확장된 화음 구조를 이용한 새로운 조화 개념을 가져왔고, 발전되고 더욱 고도로 동기화된 선형 리듬의 복잡성, 그리고 5도 블루 음이 나오는 멜로디적인 각도를 가져왔다. 이는 중요한 멜로디-음향적 장치로 확립되었고 블루스의 주요 구성과 기능 원리로서 블루스의 재확립을 이뤄냈다.

### 아프로-쿠바 재즈
아프로 쿠반 재즈는 라틴 재즈의 초기 형태다. 아프로-쿠반 클래브 기반 리듬과 재즈 하모니와 즉흥 연주 기법을 혼합했다. 아프로 쿠반 재즈는 1940년대 초 마치토 밴드와 그의 아프로 쿠반 음악가 마리오 바우자, 프랭크 그릴로 '마치토'와 함께 뉴욕에서 등장했다. 1947년 비밥 트럼펫 연주자 디지 길레스피와 타악기 연주자 차노 포조의 협연으로 텀블라도라, 봉고 같은 아프로-쿠반 리듬과 악기를 동해안 재즈계에 들여왔다. '만테카'나 '망고 만귀에'와 같은 쿠바 음악과의 초기 재즈 조합은 쿠바 비밥의 경우 흔히 '쿠밥'이라고 불렸다.

### 딕시랜드
1940년대 후반, 딕시랜드의 부활이 있었고, 대척점적인 뉴올리언스 양식을 되뇌었다. 이것은 1930년대의 올리버, 모튼, 암스트롱 밴드에 의한 재즈 클래식 음반회사의 재발행에 의해 상당 부분 추진되었다. 부흥에는 두 가지 종류의 음악가가 관여되어 있었는데, 첫 번째 그룹은 전통 스타일로 연주하기 시작한 사람들이었고, 밥 크로스비의 밥캣츠, 맥스 카민스키, 에디 콘돈, 와일드 빌 데이비슨과 같이 그 음악가로 계속하고 있는 사람들로 구성되어 있었다. 뉴올리언스 음악가들이 소수 참여했음에도 불구하고 이들 연주자의 대부분은 원래 중서부 출신이었다. 두 번째 부흥파 그룹은 루 워터스 밴드, 콘래드 재니스, 워드 킴볼과 그의 파이어하우스 파이브 플러스 투 재즈 밴드 등 젊은 음악가들로 구성되었다. 1940년대 후반에 이르러 루이 암스트롱의 올스타즈 밴드가 선두적인 앙상블이 되었다. 1950년대와 1960년대를 거치면서 딕시랜드(Dixieland)는 비록 비평가들은 거의 신경을 쓰지 않았지만 미국, 유럽, 일본에서 상업적으로 가장 인기 있는 재즈 스타일 중 하나였다.

### 하드밥
하드밥(Hard bop)은 특히 색소폰과 피아노 연주에서 블루스, 리듬, 블루스, 가스펠의 영향을 통합한 비밥(또는 "bop") 음악의 연장선이다. 하드밥은 1953년과 1954년에 결합하여 1950년대 중반에 집중적으로 개발되었다. 그것은 부분적으로 1950년대 초의 쿨 재즈의 유행에 대응하여 발전했고 리듬과 블루스의 상승과 병행했다. 마일즈 데이비스가 1954년 제1회 뉴포트 재즈 페스티벌에서 공연한 "Walkin"은 재즈계에 이러한 스타일을 알렸다. 블레이키가 이끌며 피아니스트 호레이스 실버와 트럼펫 주자 클리퍼드 브라운을 주인공으로 한 5인조 아트 블레이키와 재즈 메신저는 데이비스와 함께 하드밥 운동의 리더였다.

### 모달재즈
모달 재즈는 1950년대 후반에 시작된 발전으로 음악적 구조와 즉흥 연주에 기초하여 이러한 음악적 모드 스케일을 취한다. 이전에는 솔로라는 것이 주어진 화음 진행에 맞도록 되어 있었지만, 모달 재즈로 솔로 연주자는 하나의 (또는 소수의) 모드를 이용하여 멜로디를 만들어 낸다. 이에 대해 피아니스트 마크 레빈(Mark Levine)은 "역사적으로 이것은 재즈 뮤지션들 사이에서 수직적 사고에서 벗어나 보다 수평적 접근으로 지축을 이동시켰다"고 설명했다.
모달 재즈는 조지 러셀의 작품에서 유래한다. 마일즈 데이비스는 역사상 가장 잘 팔린 재즈 앨범 Kind of Blue(1959년)로 이 개념을 더 위대한 재즈 세계에 소개했다. 하드밥과 복잡한 화음 진행과 즉흥연주를 한 데이비스의 초기 작품과는 대조적으로, Kind of Blue는 음악가들에게 그들의 즉흥연주와 스타일이 주어진 일련의 스케치들로 구성되었다.
데이비스는 "나는 Kind of Blue의 음악을 작곡한 것이 아니라 자발성을 많이 원했기 때문에 모든 사람들이 연주해야 할 것에 대한 스케치를 가져왔다"고 회상했다. 이 트랙 "So What"은 D-7과 E♭-7의 두 개의 코드만 가지고 있다. 이 스타일의 다른 혁신가들로는 재키 맥클린과 Kind of Blue에서도 연주했던 두 명의 음악가: 존 콜트레인과 빌 에반스가 있다.

### 프리재즈
프리 재즈, 그리고 아방가르드 재즈의 관련 형태는 인도, 아프리카, 아라비아의 다양한 세계 음악이 강렬하고 종교적으로 황홀한 오르가즘적인 연주 스타일로 융합되었다. 비밥에서 느슨하게 영감을 받은 반면, 자유로운 재즈 선율은 플레이어들에게 훨씬 더 많은 의도를 주었다. 초기 느슨한 조화와 템포는 이 접근법이 처음 개발되었을 때 논쟁의 여지가 있는 것으로 여겨졌다. 베이시스트 찰스 밍구스는 그의 작곡은 무수한 스타일과 장르를 사용하지만 재즈에서 아방가르드와도 자주 연관되어 있다.
첫 번째 주요 곡들은 1950년대에 오넷 콜먼의 초기 작업과 함께 왔다. 집단 즉흥연주라는 용어를 만들었고 1960년대에는 앨버트 아일러, 가토 바비에리, 칼라 블리, 돈 체리, 래리 코릴, 존 콜트레인, 빌 딕슨, 지미 지머프레, 스티브 레이시, 마이클 맨틀러, 선 라, 로즈웰 러드, 파로아 샌더스, 존 틱차이가 있다.
1965년 상반기 클래식 4중주단과 함께한 일련의 녹음에서는 콜트레인의 연주 내용이 점점 추상적으로 되어가는 것을 보여주며 스튜디오에서 그는 테너 색소폰에 집중하기 위해 소프라노를 거의 포기했다. 게다가 4중주단은 지도자에게 점점 더 많은 자유를 추구했다. 이 그룹의 진화는 The John Coltrane Quarty Plays, Living Space and Transition (양쪽 1965년 6월), Newport의 New Thing (1965년 7월), Sun Ship (1965년 8월), First Medcempt (1965년 9월)의 기록을 통해 추적할 수 있다.
콜트레인을 비롯한 10명의 뮤지션들은 1965년 6월 콜트레인은 물론 젊은 아방가르드 음악가들의 모험적인 솔로를 담은 40분 길이의 휴식 없는 곡인 어센션(Ascension)을 녹음했으며, 주로 솔로들을 분리시킨 집단 즉흥연주 코너로 유명하다. 데이브 리브만은 나중에 그것을 "자유로운 재즈 사물을 비추는 것"이라고 불렀다. 이후 몇 달 동안 이 4중주단과 함께 녹음한 콜트레인은 1965년 9월 파로아 샌더스를 초청해 밴드에 합류시켰다.

### 라틴재즈
재즈에는 라틴 아메리카의 리듬을 차용하는 재즈가 있다. 더 정확한 용어는 아프리카에서 직접적인 것을 가지고 있거나 다른 재즈에서 흔히 듣는 것 이상의 아프리카 리듬의 영향을 보여주는 재즈 하위 장르인 아프리카-라틴 재즈일 수 있다. 라틴 재즈의 두 가지 주요 카테고리는 아프로 쿠반 재즈와 브라질 재즈다.
1960년대와 1970년대에는 많은 재즈 뮤지션들이 쿠바와 브라질 음악에 대한 기본적인 이해만 있었을 뿐, 쿠바나 브라질의 요소를 사용한 재즈 작곡은 종종 "라틴 튜닝"이라고 불리며 쿠바의 손 몬투노와 브라질의 보사노바를 구분하지 않았다. 2000년 늦은 시간에도 마크 그리들리의 재즈 스타일에서는: 보사노바 베이스 라인은 "라틴 베이스 특징"이라고도 불린다. 드럼 세트와 베이스가 브라질 보사노바 패턴을 연주하는 동안, 텀바오를 연주하는 것을 들은 것은 1960년대와 1970년대에 드문 일이 아니었다. "Manteca", "On Green Dolphin Street" "Song for My Father" 등 재즈 곡에서 이러한 것을 볼 수 있다.

### 종교음악에서의 재즈
재즈는 찬송가를 포함한 아프리카계 미국 종교적인 음악의 시작부터 통합되어 왔다. 세속적인 재즈 뮤지션들은 종종 그들의 레퍼토리의 일부로 찬송가를 연주하거나 듀크 엘링턴의 "블랙 앤 베이지 스위트"의 일부인 "Come Sunday"와 같은 곡을 공연했고 후에 많은 다른 재즈 아티스트들이 블랙 가스펠 음악에서 빌렸다. 그러나 소수의 재즈 음악가들이 종교적인 배경이나 종교적 표현으로 의도된 작품을 작곡하고 공연하기 시작한 것은 제2차 세계대전 이후부터였다. 1950년대 이후 많은 저명한 재즈 작곡가와 음악가들에 공연되고 녹음되었다.

### 퓨전재즈
1960년대 후반과 1970년대 초에는 재즈의 즉흥 연주와 록 리듬, 전자 악기를 결합하여 재즈 록 퓨전이라는 하이브리드 형태가 개발되었고, 지미 헨드릭스, 프랭크 자파 등 록 뮤지션들의 무대 사운드를 결합하였다. 재즈 퓨전에서는 종종 싱코페이션, 복잡한 화음, 하모니를 사용한다.

### 마일즈 데이비스의 새로운 시도
1969년 데이비스는 자신의 첫 퓨전 앨범으로 여겨질 수 있는 In a Silent Way로 재즈에 대한 전자 악기 접근법을 완전히 수용했다. 프로듀서 테오 마케로가 크게 프로듀싱한 이 조용하고 정적인 앨범은 주변 음악의 발전에 똑같이 영향을 줬던 것이다.

### 웨더 리포트
사이키델릭한 웨더리포트의 데뷔 앨범은 1971년 이 그룹의 멤버들(타악기 연주자 에어토 모레라 포함)의 시작과 음악에 대한 비정통적인 접근 덕분에 재즈계에 큰 반향을 일으켰다. 이 앨범은 후년의 경우보다 부드러운 사운드를 선보였지만 여전히 초기 퓨전의 고전으로 꼽힌다. 그것은 지속적인 리듬과 움직임을 위해 기존의 구성을 피하는 것을 포함하여 음악을 더욱 발전시켰다. 그룹의 표준에 대한 거부감을 강조하며 그해 올해의 앨범상을 수여했다.

### 재즈락
비록 몇몇 재즈 애호가들이 재즈와 록의 혼합에 대해 항의했지만, 많은 재즈 혁신자들은 현대 하드 밥 장면에서 퓨전 장면으로 넘어왔다. 록(일렉트릭 기타, 일렉트릭 베이스, 일렉트릭 피아노, 신디사이저 키보드 등)의 전기 악기뿐만 아니라, 퓨전 또한 1970년대 록 밴드들이 사용했던 강력한 오버드라이브, 퍼즈, 와우 이펙터기 효과들을 사용하였다. 재즈 융합의 주목할 만한 연주자로는 마일즈 데이비스, 에디 해리스, 키보드 연주자 조 자위눌, 칙 코레아, 허비 핸콕, 게리 버튼, 토니 윌리엄스, 장 루크 폰티, 래리 코릴, 알 디 메올라, 존 맥러플린 등이 있다. 재즈 퓨전은 일본에서도 인기가 있었는데, 그 곳에서 밴드 카시오페아는 30장이 넘는 퓨전 앨범을 발매했다.

### 재즈펑크
1970년대 중반까지 재즈 펑크라고 알려진 사운드가 발달하여 강한 백비트, 진보된 사운드와 종종 신디사이저가 등장하였다. 재즈 펑크는 또한 전통적인 아프리카 음악, 아프로-쿠바 리듬, 자메이카 레게의 영향을 받고, 특히 킹스턴 밴드의 리더 소니 브래드쇼의 영향을 받는다. 또 다른 특징은 즉흥적인 것에서 구성으로 강조의 전환이다. 편곡, 멜로디, 전반적인 워딩이 중요해졌다. 펑크, 소울, R&B 음악이 재즈에 접목되면서 스펙트럼이 넓고 강한 재즈 즉흥극부터 소울, 재즈 편곡, 재즈 리프와 재즈 솔로, 때로는 소울 보컬까지 다양한 펑크나 디스코 장르가 탄생했다.
초기 예로는 허비 핸콕의 헤드헌터 밴드와 마일즈 데이비스의 On the Corner 앨범이 있는데, 1972년 데이비스는 재즈 펑크에 뛰어들기 시작했고, 록과 펑크를 위한 재즈를 대부분 포기했던 젊은 흑인 관객들과 다시 연결하려는 시도였다고 주장했다. 사용되는 악기들의 시간대에 눈에 띄는 락이나 펑크의 영향이 있었다. 이 앨범은 데이비스와 프로듀서 테오 마케로가 1960년대 후반부터 탐구하기 시작한 일종의 음악 접근법의 정점이었다.

### 1980년대 전통주의
1980년대는 1970년대를 지배했던 퓨전 재즈와 프리 재즈에 대한 반작용을 보았다. 트럼펫터 윈튼 마르살리스는 10년 초 등장했고, 퓨전 재즈와 프리 재즈를 모두 거부하고 루이 암스트롱과 듀크 엘링턴 같은 예술가들이 처음 개척한 작고 큰 형태의 확장을 창조하면서 전통이라고 믿는 범위 내에서 음악을 창조하기 위해 노력했다. 마르살리스의 상업적인 성공이 퓨전 및 프리 재즈에 대한 반응과 1960년대에 개척된 재즈(특히 모달 재즈와 포스트 밥)에 대한 관심의 부활의 원인인지 아닌지는 논란의 여지가 있다. 그럼에도 불구하고, 비록 퓨전이라 할지라도 전통주의의 부활의 다른 많은 징후들이 있었다. 그리고 프리 재즈는 결코 버려지지 않았고 계속해서 발전하고 진화했다.
예를 들어 1970년대 퓨전 장르에서 두각을 나타냈던 몇몇 뮤지션들이 칙 코레아, 허비 핸콕 등 어쿠스틱 재즈를 한 번 더 하기 시작했다. 지난 10년 동안 전자 악기를 실험했던 다른 음악가들, 예를 들어 빌 에반스, 조 헨더슨, 스탠 게츠 등이 1980년대까지 전자 악기를 버렸다. 1980년대 마일즈 데이비스의 음악조차도 확실히 융합을 이루기는 했지만, 1970년대 중반의 그의 추상적인 작품보다 훨씬 더 접근하기 쉽고 인식적인 접근법을 채택했다.
나이든 기성 음악가 그룹들에서 공연하기 시작한 젊은 재즈 인재의 등장은 재즈계에서 전통주의가 부활하는 데 더 큰 영향을 미쳤다. 1970년대에 베티 카터, 아트 블레이키, 재즈 메신저 등의 그룹은 퓨전이나 재즈 록의 한복판에서 보수적인 재즈 접근방식을 유지했고, 그들의 행동을 예측하는 데 어려움을 겪으면서, 하드밥이나 비밥과 같은 전통 스타일을 진정성 있게 연주할 젊은 세대들을 찾으려고 애썼다. 그러다 1970년대 후반에 블레이키의 밴드에서 젊은 재즈 연주자들의 부활이 일어나기 시작했다. 이 운동에는 발레리 포노마레프와 바비 왓슨, 데니스 어윈, 제임스 윌리엄스 등의 음악가들이 참여했다. 렌스 블랜차드는 재능 있는 재즈 뮤지션으로 떠올랐고, 이들은 모두 1990년대와 2000년대에 상당한 공헌을 했다.

### 스무스재즈
1980년대 초, "팝 퓨전" 또는 "스무스 재즈"라는 상업적인 형태의 재즈 퓨전이 성공하여 미국 전역의 도시 시장에 있는 라디오 방송국의 황금 시간대에 라디오를 통해 상당한 홍보를 할 수 있게 되었다. 이는 알 자루, 아니타 베이커, 차카 칸, 사데를 포함한 성악가들의 경력을 확립하거나 강화하는데 도움이 되었다. 그로버 워싱턴 주니어, 케니 G, 커크 웰럼, 보니 제임스, 데이비드 산본 등 색소폰 연주자로 활동하고 있으며 일반적으로 스무스 재즈는 다운템포(분당 90~105박자가 가장 많이 연주되는 곡)이며 리드 멜로디 연주 악기(특히 일렉트릭 기타가 인기)가 있다.

### 애시드재즈, 누재즈, 재즈랩
애시드 재즈는 1980년대와 1990년대에 영국에서 재즈 펑크와 일렉트로닉 댄스 음악의 영향을 받아 발전했다. 애시드 재즈는 종종 다양한 종류의 구성(때로는 샘플링이나 DJ의 커팅과 스크래치를 포함한다)을 포함하고 있다. 리처드 S. 올뮤직의 지넬은 로이 에이어스를 "애시드 재즈의 예언자 중 한 명"이라고 생각한다.
누 재즈는 재즈 조화와 멜로디의 영향을 받으며, 대개 즉흥적인 측면이 없다. 그것은 본질적으로 매우 실험적일 수 있고 소리와 개념에 따라 크게 다를 수 있다. 라이브 계측기와 재즈 하우스의 비트를 결합한 것부터 전자적 요소가 가미된 밴드 기반의 즉흥 재즈(예: Bugge Weseltoft, Jaga Jazzist, Nils Petter) 스타일까지 다양하다.
재즈 랩은 1980년대 후반과 1990년대 초반에 발달하여 재즈적 영향력을 힙합에 접목시켰다. 재즈 랩은 거의 주류를 이루지는 못했지만, 마일즈 데이비스의 마지막 앨범 Doo-Bop(1992년 사후에 발매)은 힙합 비트와 프로듀서 이지 모비와의 협업을 바탕으로 만들어졌다. 데이비스의 전 밴드 동료 허비 핸콕도 1990년대 중반 힙합 영향을 흡수해 1994년 음반 Dis Is Da Drum을 발매했다.

### 펑크재즈, 재즈코어
런던과 뉴욕시의 포스트 펑크와 동시에 일어난 정통성의 이완은 재즈에 대한 새로운 감상으로 이어졌다. 런던에서 팝 그룹은 그들의 펑크 록에 프리 재즈와 더블 레게를 섞기 시작했다. 존 조른은 펑크 록에서 유행하고 있는 속도와 불협화음에 중점을 두고, Spy vs. Spy의 발매와 함께 이것을 프리 재즈에 접목시켰다. 1986년, 소니 샤르록, 피터 브뢰츠만, 빌 라스웰, 로널드 섀넌 잭슨은 래스트 엑스포트라는 이름으로 첫 앨범을 녹음했는데, 이는 thrash와 프리 재즈의 유사하게 공격적인 혼합이다. 이러한 발전은 재즈코어의 기원이며, 프리 재즈를 하드코어 펑크와 융합한 것이다.

### M-Base
M 베이스 운동은 1980년대에 스티브 콜먼, 그렉 오스비, 게리 토마스 등 뉴욕의 젊은 흑인 음악가들의 복잡하지만 느슨한 그루브를 개발하면서 시작되었다. 1990년대에는 대부분의 M-Base 참여자들이 더 전통적인 음악으로 눈을 돌렸지만, 가장 활발한 참여자인 콜먼은 M-Base 개념에 따라 자신의 음악을 계속 발전시켰다. 뉴욕타임스(NYT)의 비제이 아이버(Vijay Iver)와 비평가 벤 라틀리프(Ben Ratliff)에 따르면 콜먼의 관객은 줄었지만 그의 음악과 콘셉트는 많은 음악가들에게 영향을 주었다. M-Base 개념은 찰리 파커, 존 콜트레인, 오넷 콜맨에 이어 "다음 재즈의 단계"로 인정받았다.

### 1990년대 ~ 현재
1990년대 이후 재즈는 다원주의로 특징지어졌고, 다양한 스타일과 장르로 인기가 있다. 개인 연주자들은 종종 다양한 스타일로, 때로는 같은 공연으로 연주한다. 피아니스트 브래드 멜다우와 더 배드 플러스는 록 뮤지션들의 기악 재즈 버전을 녹음하면서 전통적인 재즈 어쿠스틱 피아노 트리오의 맥락 안에서 현대 록 음악을 탐구해왔다. 배드 플러스는 또한 자유 재즈의 요소들을 그들의 음악에 포함시켰다. 색소폰 연주자 그레그 오스비, 찰스 게일 등 일부 연주자에 의해 확고한 아방가르드 또는 프리 재즈가 유지되고 있는 반면 제임스 카터 등 다른 연주자는 프리 재즈 요소를 보다 전통적인 틀에 편입시켰다.
해리 코닉 주니어는 10살 때 처음으로 녹음한 것을 시작으로 스트레이드 피아노와 그의 고향인 뉴올리언스의 딕시랜드 재즈를 연주하기 시작했다. 그의 초기 수업 중 일부는 피아니스트 엘리스 마르살리스의 집에서였다. 코너릭은 200만 부 이상이 팔린 영화 'When Harry Met Sally'에 사운드 트랙을 녹음한 후 팝 차트에서 성공을 거두었다. 다이애나 크롤, 노라 존스, 카산드라 윌슨, 커트 엘링, 제이미 컬럼에 의해서도 크로스오버 성공이 이루어졌다.
피아니스트 제이슨 모란과 비제이 아이어, 기타리스트 커트 로젠윈켈, 비브라포니스트 해리스, 트럼펫 연주자 로이 하그로브와 테렌스 블랜차드, 색소폰 연주자 크리스 포터와 조슈아 레드만, 클라리넷 연주자 켄 페플로우스키, 클라리넷 연주자 켄 페플로스키 등이 1990년대부터 다수 등장했다.
재즈 록 퓨전은 1970년대에 인기 절정에 달했지만 1990년대와 2000년대에는 전자 악기와 록에서 파생된 음악적 요소를 재즈에 사용하는 것이 계속되었다. 이 접근법을 사용하는 음악가들은 팻 메테니, 존 아베크롬비, 존 스코필드 등을 포함한다. 90년대 초반부터 전자음악은 대중화되고 장르에 대한 새로운 가능성을 창출하는 중요한 기술적 향상을 가지게 되었다. 즉흥 연주, 복잡한 리듬, 조화로운 질감과 같은 재즈 요소들이 장르에 도입되어 결과적으로 새로운 청취자들에게 큰 영향을 미쳤으며 어떤 면에서는 전통주의자들이 리얼 재즈라고 부르는 것(bebop, cool, modal jazz)과 반드시 관련이 없는 새로운 세대에 대한 재즈의 다재다능성을 유지시켰다. 스퀘어퍼, 아펙스 트윈, 플라잉 로터스 같은 아티스트와 EDM, 드럼 앤 베이스, 정글, 테크노 같은 하위 장르들은 결국 이러한 요소들을 많이 통합하게 되었다. 스퀘어퍼는 재즈 연주자 드러머 마크 길리아나와 피아니스트 브래드 멜다우에게 하나의 큰 영향력으로 지목되어 재즈와 전자음악의 상관관계를 보여준다.

2010년대 중반에는 R&B, 힙합, 대중음악이 재즈에 미치는 영향력이 점점 더 커졌다. 2015년 켄드릭 라마는 그의 세 번째 스튜디오 앨범인 "To Pimp a Butterfly"를 발매했다. 이 앨범에는 썬더캣과 같은 쟁쟁한 컨템포러리 재즈 아티스트들이 대거 참여했으며 단순한 샘플링보다는 즉흥성과 라이브 솔로곡에 더 큰 중점을 두고 재즈 랩을 재정립했다. 같은 해에 색소폰 연주자 카마시 워싱턴은 거의 3시간 가까이 분량의 긴 데뷔작 '더 에픽'을 발표했다. 그것의 힙합에 영감을 받은 비트와 R&B 보컬은 재즈를 연관시키는 데 있어 혁신적이라는 평론가들로부터 찬사를 받았을 뿐만 아니라 인터넷에서 재즈의 작은 부활을 촉발시켰다.

## 같이 보기
- 재즈 피아노
- 국제 재즈의 날
- 재즈의 장르 목록